# Carl Henrik Ramsay (jurist)
Carl Henrik Ramsay, född 29 augusti 1859 i Trästena socken, Skaraborgs län, död 14 november 1940 i Gränna, var en svensk borgmästare.
Efter studentexamen 1878 och hovrättsexamen i Uppsala 1885 blev Ramsay vice häradshövding 1889, assessor i Göta hovrätt 1897, hovrättsråd 1903 och borgmästare i Linköpings stad 1906. Han blev ordförande i Norra Östergötlands Järnvägs AB 1906, krigsdomare 1915, av Kungl. Maj:t förordnad ledamot i Fågelsta-Vadstena-Ödeshögs Järnvägs AB 1915 och i Mellersta Östergötlands Järnvägs AB 1920. Han var ordförande i styrelsen för Linköpings gymnasium för flickor.